# Клечково
Клечково (пол. Kleczkowo) — село в Польщі, у гміні Трошин Остроленцького повіту Мазовецького воєводства.
Населення — 168 осіб (2011).
У 1975-1998 роках село належало до Остроленцького воєводства.

## Демографія
Демографічна структура станом на 31 березня 2011 року:
|          | Загалом | Допрацездатний вік | Працездатний вік | Постпрацездатний вік |
| -------- | ------- | ------------------ | ---------------- | -------------------- |
| Чоловіки | 83      | 16                 | 53               | 14                   |
| Жінки    | 85      | 13                 | 50               | 22                   |
| Разом    | 168     | 29                 | 103              | 36                   |